# チャレンジャー巡航戦車
巡航戦車 Mk.VIII チャレンジャー（A30）（Tank, Cruiser, Mk.VIII, Challenger（A30））とは、第二次世界大戦のイギリスが使用した巡航戦車（35トン級）である。

## 概要
クロムウェル巡航戦車の車体に17ポンド砲を搭載した砲塔を載せたもので、文献によっては「北アフリカで遭遇したティーガーI戦車に対抗するために急遽開発された」と解説されていることもあるが、戦車委員会による開発構想自体は1940年11月であり、ティーガーI戦車の出現以前で、北アフリカの広大な戦場での撃ち合いで大射程が要求されたことからである。
後々、イギリス軍はティーガーI、パンター等のドイツ国防軍戦車に対抗すべく、非常に高い装甲貫通能力を持つ17ポンド砲を搭載する戦車の開発を急ぐこととなった。そして上述の構想の発展系として開発されたのが、クロムウェルの車体をベースとしたA30巡航戦車「チャレンジャー」であった。

## 開発・運用
設計会社には1942年初めにバーミンガム鉄道車輛会社が選定され、1942年5月に試作車3両の製造に着手した。
1942年8月には最初の試作車「パイロットA」が完成、同月13日に評価試験が行われたが、完成度が低く各部に不具合が多く、原型のクロムウェルに比べて車体を拡大し重量が増加したにもかかわらずエンジンがそのままであったことは機動性の低下が懸念された。さらに、大型の17ポンド砲は砲身が重く、傾斜地では砲塔の旋回が著しく困難だった。砲塔が大型で背が高くシルエットが大きい割に装甲が薄いことも試験側から不評を買い、存在意義にすら疑問が呈された。
これは時期がティーガーI出現以前でもあり、対戦車戦闘能力の重要性がそれほど真に迫っていなかったこともあった。試作での評価が低かったこともあって実戦投入は遅れ、参謀本部が上記の試験後に本車の制式化を認めたものの、量産化に際して200両以上の生産を認めず、また生産自体もアメリカ製のM4シャーマンに17ポンド砲を搭載したシャーマン ファイアフライが大量配備されたために着手されなかった。量産開始は結局1944年3月にずれこんだ。
1944年6月のノルマンディー上陸作戦においても車体の防水対策が不完全で、また31輌しか完成していなかったこともあり参加できず、実戦配備は8月からとなった。ミーティア・エンジンは十分な出力を持ち、懸念されていた重量問題は西部戦線での運用の結果杞憂であった。生産101輌目からは砲塔と車体の前面に25mm厚の増加装甲が溶接された。
チャレンジャーは第11機甲師団、近衛機甲師団、ポーランド第1機甲師団、チェコスロバキア独立機甲旅団などに配備されたが、既にファイアフライが戦車連隊に先行配備されていたため、本車は機動性の求められる機甲偵察連隊（クロムウェル3両につき本車1両の混成）に配備されたが、部隊での評判は意外に悪くなかったという。発注された200輌のうち、試作車を含め175輌（197輌という説もある）が生産されるに止まったチャレンジャーは終戦後退役し、チェコスロバキア軍では1950年代始めまで訓練用の標的などとして使用された。

## 構造
17ポンド砲を搭載するためにクロムウェル巡航戦車の車体が6フィート（1829mm）延長され、転輪は一組増えて片側6組となった。ターレットリング径は1778mmと大型化され、これに伴って車体中央部も拡幅された。

### 砲塔
砲塔部はストサート＆ピット社の手によるもので、以前TOG 2重戦車に搭載され実験されたものが使われた。これは大型の17ポンド砲のために2人の装填手を含む4人用のトップヘビーなものとなり、重量増を抑えるためにクロムウェル（75mm）より装甲が削られた（63mm）。装填手が2名とされたのは砲弾が長大である上に、狭い車内に砲弾が分散配置されたからである。砲弾搭載量が28発と少なく、後に砲弾搭載スペースを確保するために車体前部の機銃は撤去されて弾薬庫とされ、総計42発を搭載した。
ほぼ垂直の鋼板を八面体に構成しており、避弾経始には優れていない。組み立ては均質圧延鋼板を溶接したものである。厚さは前面63mm、側後面40mm、上面20mmである。防盾は外部が102mm、内部の内防盾は砲と連動して動く。
主砲はオードナンス QF 17ポンド砲であり、装弾筒付徹甲弾を用いた場合射程1000mで225mmの装甲板を貫通した。ただし命中すれば大きい威力を誇ったものの、弾道が不安定な傾向が長射程なほどに顕著となった。さらにはAPDS自体の生産量が少なく、大半は（生産の94%）が被帽徹甲弾であった。被帽徹甲弾の場合は同条件で136mmを貫通する。俯仰はプラス20度からマイナス10度、搭載弾薬数42発。主砲右側には同軸機銃としてBESA 7.92mm機関銃が搭載され、機銃弾は2,500発を搭載した。

### 車体
車体は装甲を溶接し、一部鋲接して組み立てている。後輪駆動であり、機関室にエンジンと操行変速機、燃料タンク、冷却システムが収められていた。車体前部左側に操縦手が搭乗し、右側は弾薬庫となっている。
装甲厚は車体前面は64mm、車体前面下部は57mm、側面は上部51mm、側面下部はクリスティー式のコイルスプリングサスペンションを収容した二重構造であり、14mmの装甲で挟んでいる（合計28mm）。後面は38mmである。天井と床はそれぞれ20mm、10mmであり、さらに被弾のしにくい個所に応じて薄くなっている。101輌目からは25mmの増加装甲が施された。
足回りは大型転輪が一組追加され、大型化した上部構造の重量と、発砲時の強力な反動を支えた。履帯幅は380mmである。
懸念された走行性の悪化はさして深刻になるほどのものではなく、むしろ機械的信頼性の高さから乗員に好評であった。

## 派生型

### A30 アヴェンジャー
チャレンジャーを元にして、オープントップ型の砲塔に同じ17ポンド砲を備えたA30 アヴェンジャー 17ポンド自走砲（SP 17pdr, A30 (Avenger) が開発された。これはチャレンジャーの開発時に出された幾つかの案を発展させたもので、主に重量の軽減を狙ったものであった。
アヴェンジャーは1944年よりチャレンジャーの生産分を切り替えて生産される計画であったが、製造担当のヴォクスホール社がコメット巡航戦車の生産で手一杯であったため、生産開始は1945年にずれ込み、結局第2次世界大戦には間に合っていない。
アヴェンジャーは約250両が生産され、BAOR（イギリス陸軍ライン軍団）の一部部隊に配備された。

### チャレンジャー・「ステージII」
1943年に陸軍参謀部制式に基づき36.6m/t（36英トン）の重装甲を有したチャレンジャー・「ステージII」の設計案が提出されたがこのプロジェクトは中止された。

## 登場作品
『War Thunder』
イギリス陸軍の中戦車として登場。また、駆逐戦車（2021.4月のアップデートにて巡航戦車（中戦車）に変更）としてA30 アヴェンジャーも登場。
『World of Tanks』
イギリス駆逐戦車Challengerとして開発可能。
『トータル・タンク・シミュレーター』
英国の改駆逐戦車CHALLENGERとして登場。